# Egletes humifusa
Egletes humifusa es una especie de planta con flor en la familia Asteraceae. Es endémica de Ecuador.

## Distribución y hábitat
Sus hábitats natural son selvas subtropical o tropical secas.
Está amenazada por pérdida de hábitat. Esta herbácea, solo conocida de una subpoblación registrada en 1867, en un sitio desconocdio de la costa central. Su etiqueta de descripción dice "Prope Guayaquil lecta". Esa área central costera tiene altísima deforestación y remanentes pobres de vegetación prístina, poniéndola casi en situación de potencialmente extinta. No existen especímenes en museos de Ecuador.

## Taxonomía
Egletes humifusa fue descrita por   Christian Friedrich Lessing y publicado en Synopsis Generum Compositarum 252. 1832.
Sinonimia
- Cotula humifusa (Less.) Willd. ex Steud.[3]